# Theodorichovo mausoleum
Theodorichovo mausoleum (italsky Mausoleo di Teodorico nebo Rotonda dei Goti) je kamenný raně středověký náhrobek na okraji města Ravenny v Itálii, SV od nádraží. Bylo postaveno roku 520 jako budoucí hrobka Theodoricha Velikého.

## Popis
Současnou podobu mausolea tvoří dvě desetiúhelná patra nad sebou, obě z Istrijského kamene. Krycí kupole je vytesána z jediného třísettunového bloku kamene o průměru 10 metrů.
Výklenek vede dolů do místnosti, která nejspíš sloužila jako kaple pro pohřební liturgie, schodiště vede do patra. Uprostřed je na podlaze umístěn oválný porfyrový sarkofág (ve tvaru vany), do něhož byl Theodorich po smrti uložen. Jeho pozůstatky byly odstraněny během byzantské vlády, kdy se mausoleum změnilo na křesťanskou modlitebnu.

## Světové dědictví
Roku 1996 byla stavba zapsána do Světového dědictví UNESCO. Dle hodnocení Mezinárodní rady pro památky a sídla stavba nijak nevychází z římského nebo byzantského umění, ačkoliv používá římskou stavební techniku zvanou opus quadratum. Je to také jediná dochovaná královská hrobka z tohoto období.

## Zajímavosti
Přibližná replika byla postavena roku 1925 v USA. Severně od Fergus Falls v Minnesotě byla vybudována přehrada Taplin Gorge s vodní elektrárnou. Designér elektrárny, Vernon Wright, založil její vzhled na Theodorichovu mausoleu.

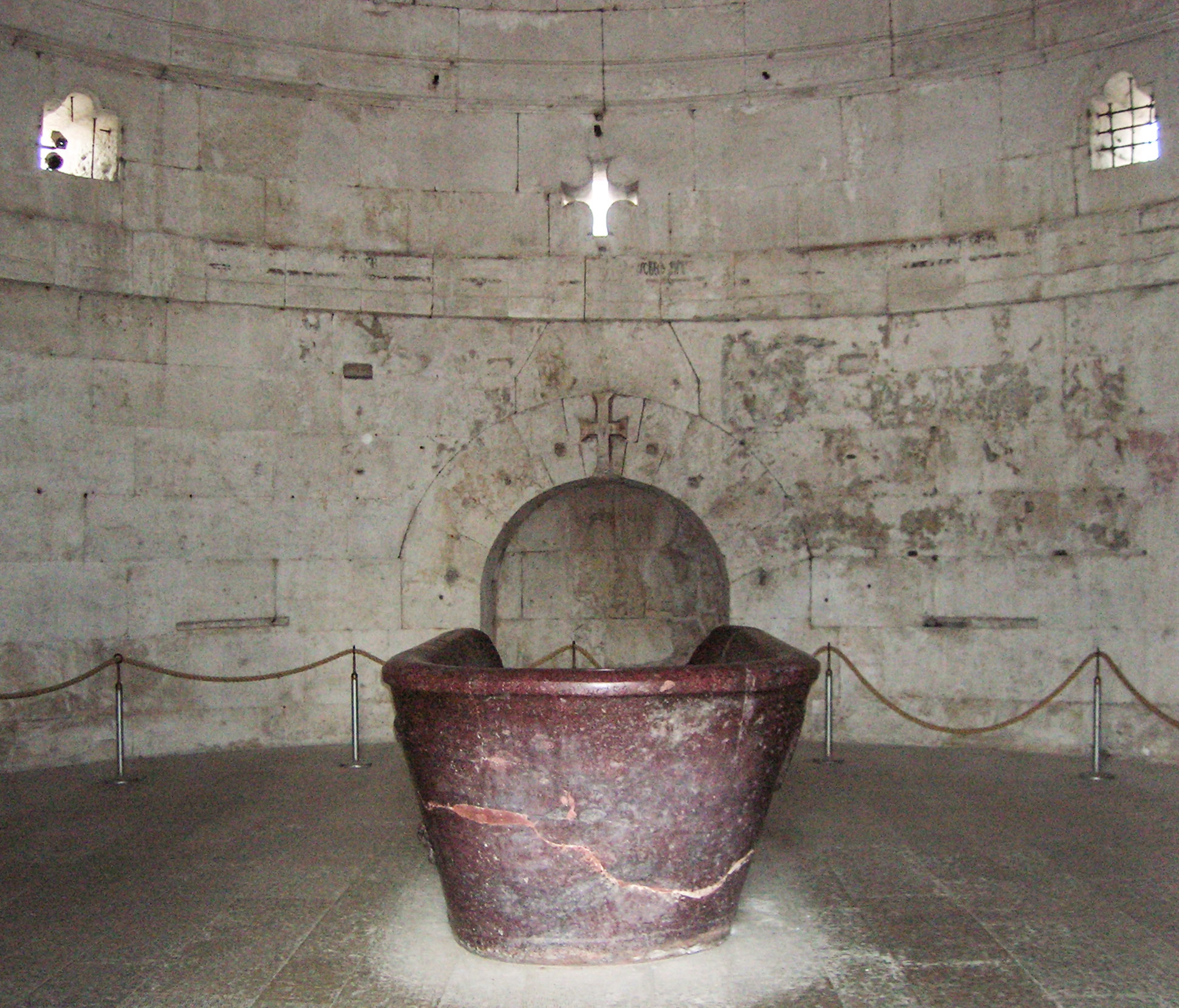
Porfyrový sarkofág
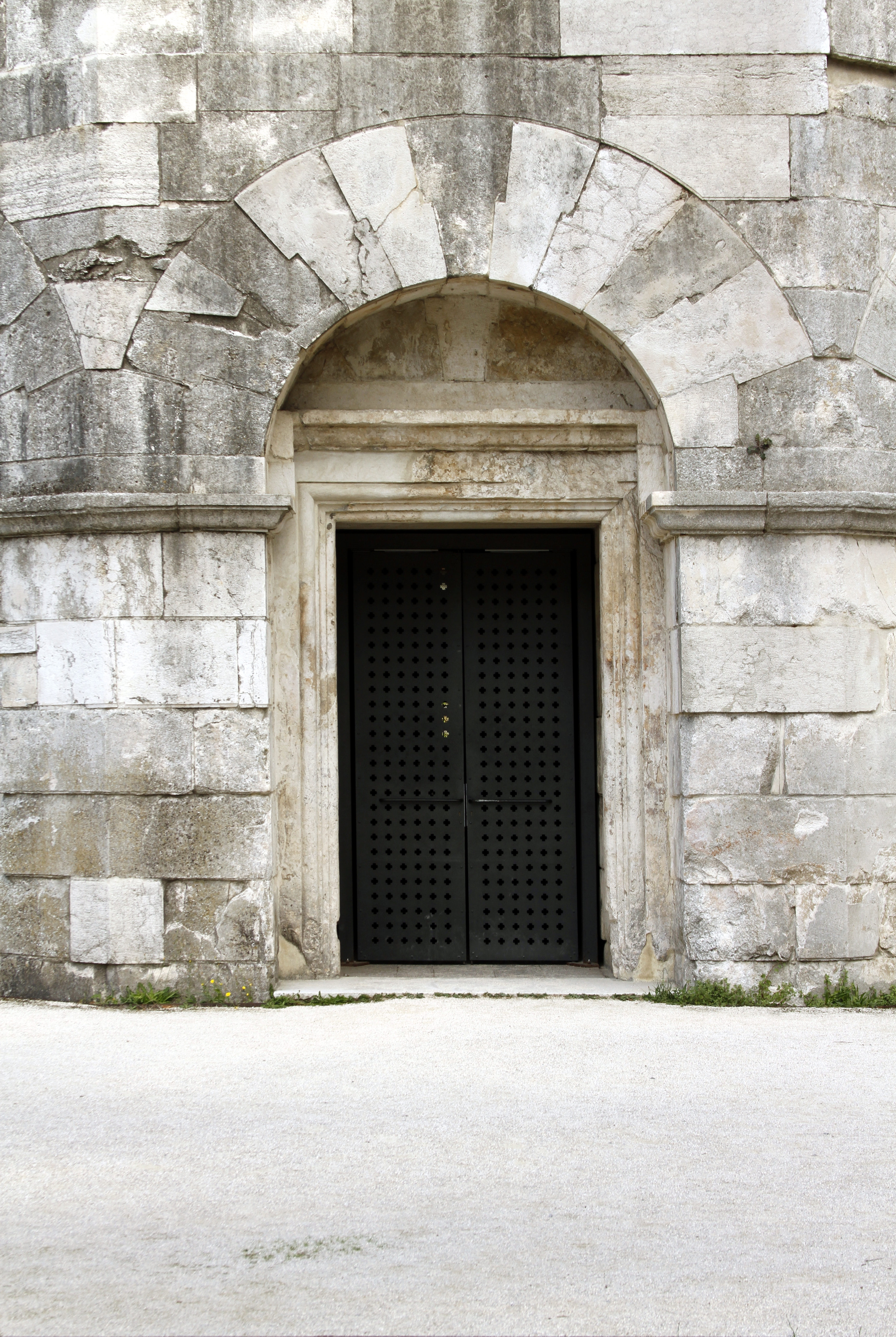
Vchod do mausolea
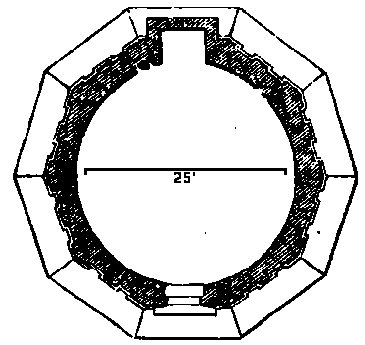
Půdorys mausolea
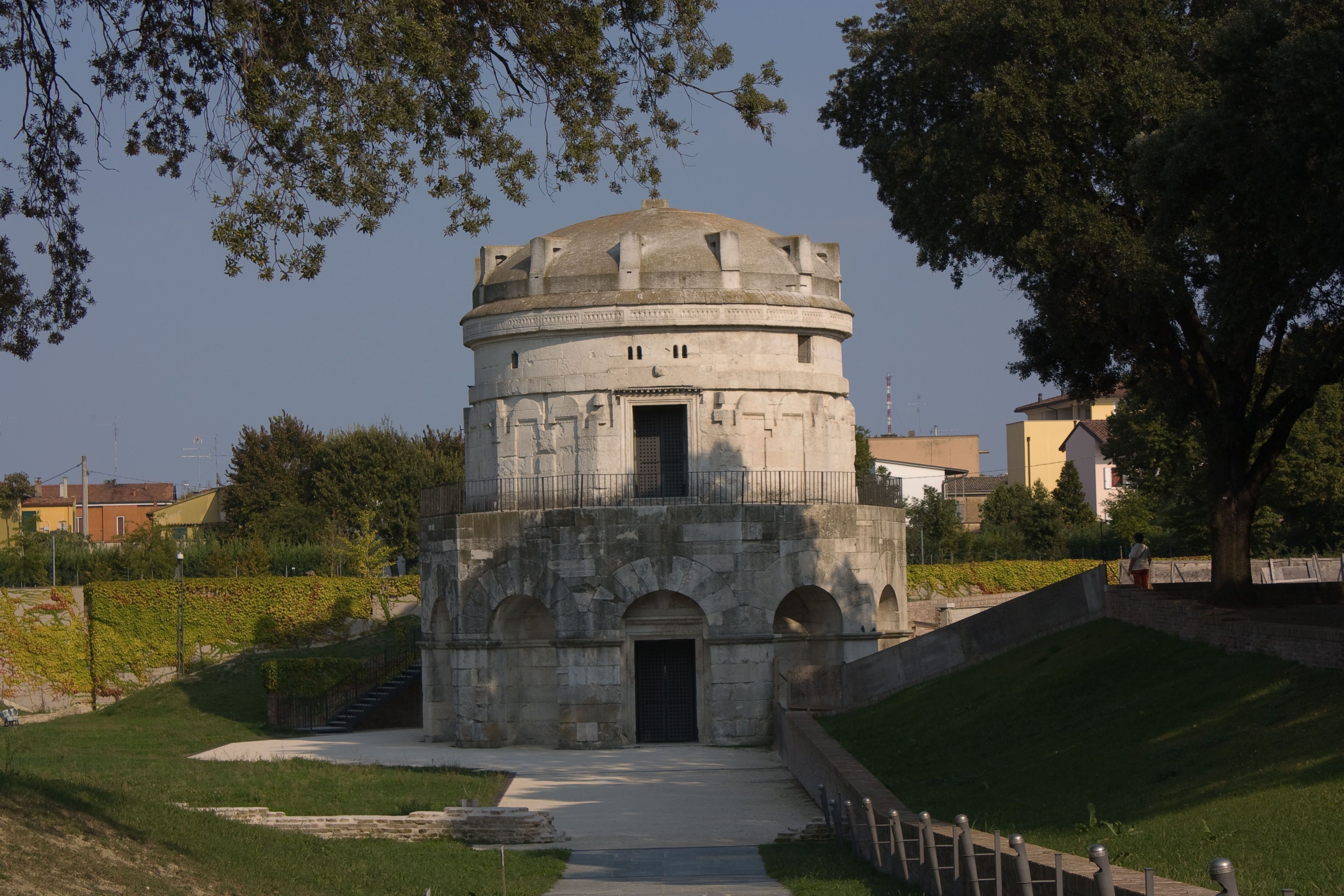
Mausoleum